# Audofleda
Audofleda (* um 470; † nach 526) war die Tochter des Merowingers Childerich I. und der Basena von Thüringen und die Schwester des späteren Königs Chlodwig I. und der Lantechild.
493 heiratete Audofleda den Ostgotenkönig Theoderich den Großen, der gleich nach seinem Sieg über Odoaker bei Chlodwig I. um ihre Hand angehalten hatte. Diese Ehe war Teil des machtpolitischen Systems Theoderichs gegen Ostrom. Einziges Kind dieser Ehe war Amalasuntha, die nach Theoderichs Tod 526 die Geschicke Italiens für einige Jahre bestimmte. Über Audofleda selbst ist ansonsten fast nichts bekannt.
Amalasuntha soll um 530 mit dem Sklaven Traguila durchgebrannt sein. Ihre Mutter Audofleda schickte ein Heer. Traguila wurde getötet und Amalasuntha an den Hof zurückgebracht. Bald darauf soll Amalasuntha ihre Mutter mit einem vergifteten Abendmahlskelch ermordet haben. Die deutsche Historikerin Martina Hartmann hält diese Erzählung des Gregor von Tours für sehr unglaubwürdig, räumt aber immerhin ein, dass den dabei von Gregor – als einziger Quelle – gemachten Behauptungen, die als Heidin geborene Audofleda sei wegen ihrer Heirat zum arianischen Christentum übergetreten und habe ihren Gatten überlebt, eine gewisse Wahrscheinlichkeit zukomme.